# Аньес, Жанин
Жани́н А́ньес Ча́вес (исп. Jeanine Áñez Chávez; род. 13 июня 1967, Тринидад, Бени, Боливия) — боливийский политик и юрист. После отставки президента Эво Моралеса являлась временным президентом страны в 2019—2020 годах. Через полгода после отставки, в марте 2021 года, была арестована по обвинению в государственном перевороте.

## Карьера
Аньес родилась в городе Тринидад.
Ранее была медиа-директором в Totalvision.

### Учредительное собрание (2006—2008)
С 2006 по 2008 год она работала в составе учредительного собрания для разработки проекта новой конституционной хартии. Она была членом Учредительного собрания по поручению организации и структуры страны, а также работала в составе судебной власти.

### Сенат (2010—2019)

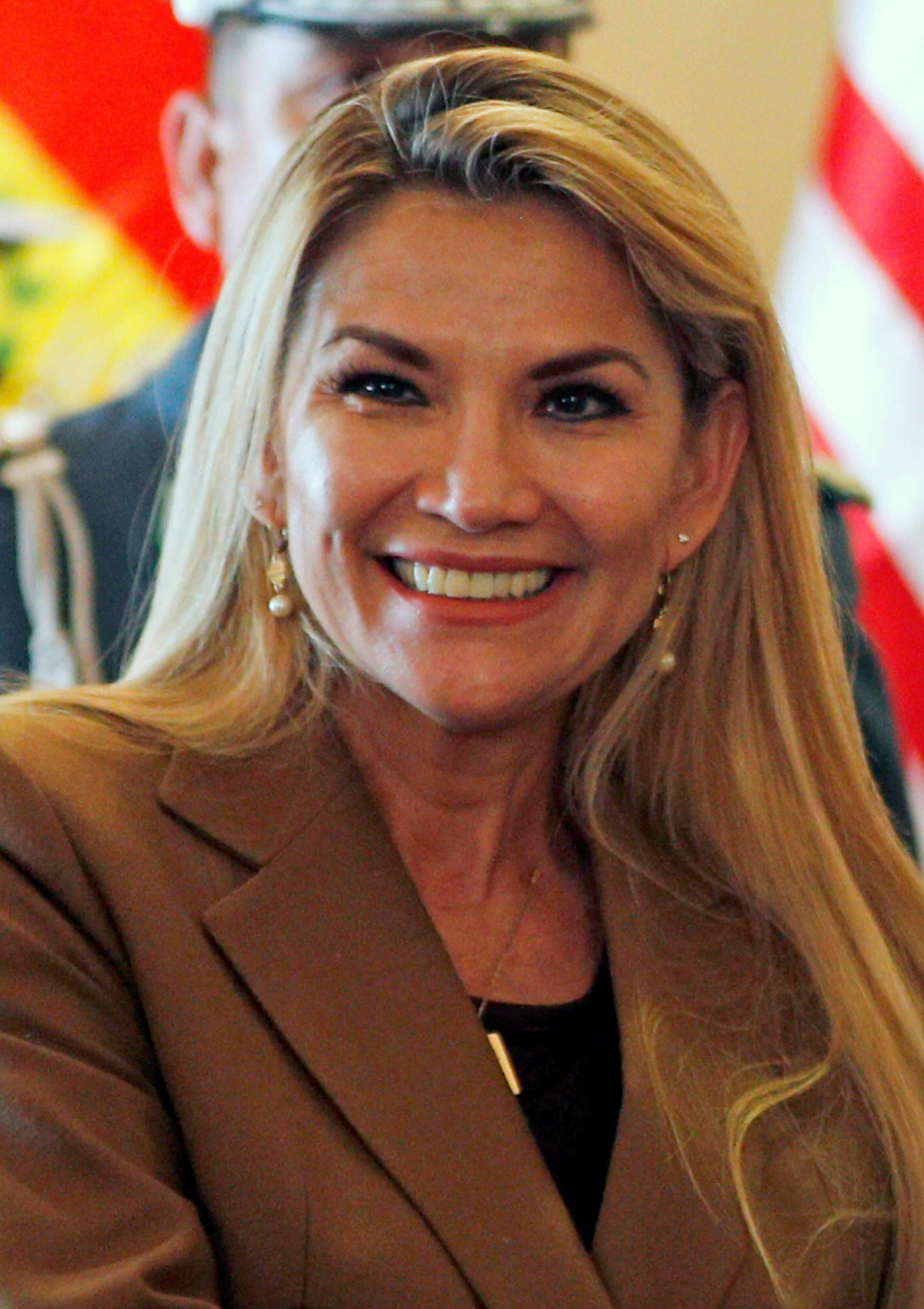
Жанин Аньес Чавес в январе 2020 года

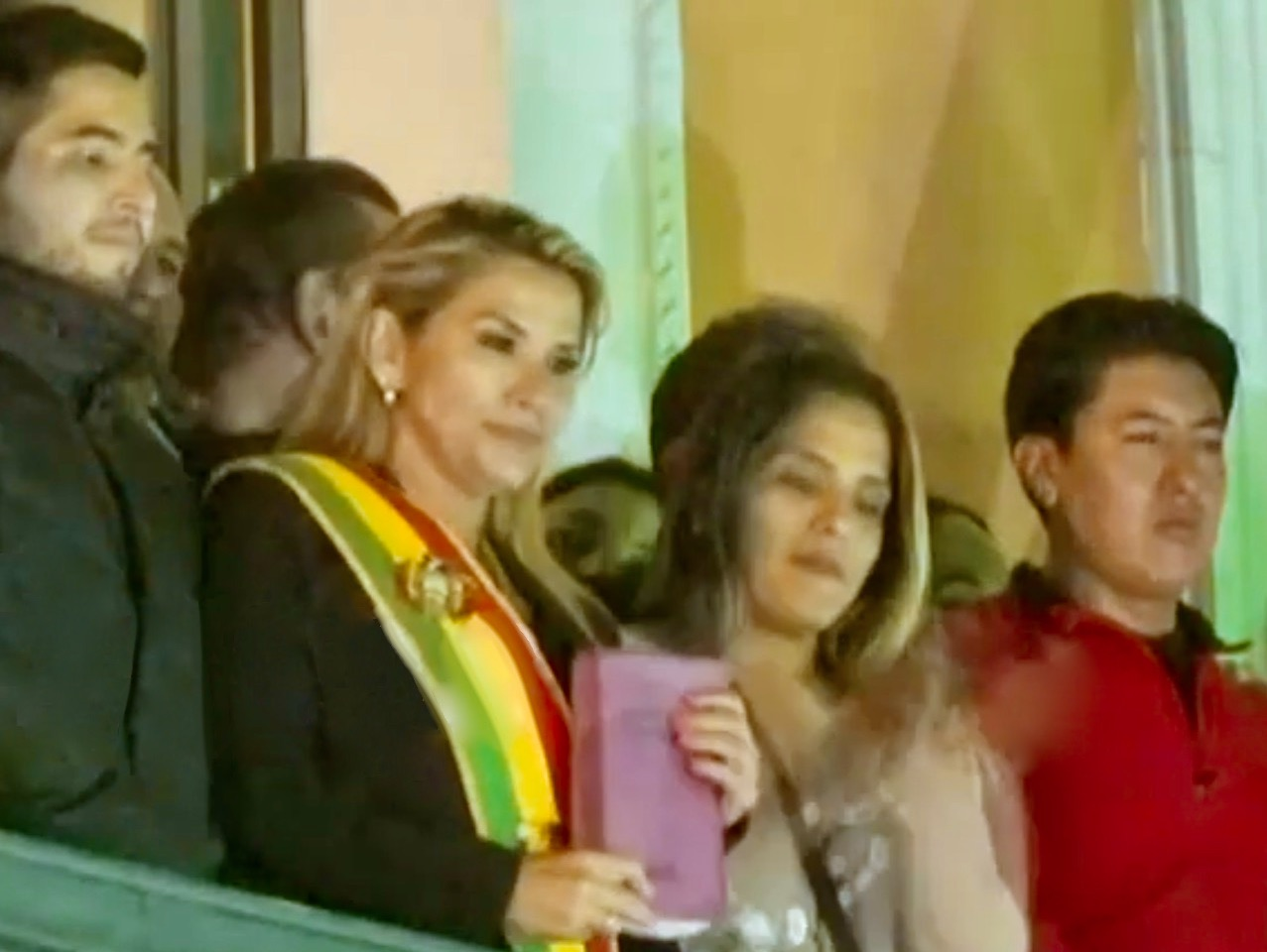
Аньес с президентским оркестром после принесения присяги 12 ноября. Слева направо: её сын Хосе Армандо Рибера Аньес, Жанин Аньес, её дочь Каролина Рибера Аньес и гражданский деятель Марко Антонио Пумари

В 2010 году она была избрана сенатором от партии «Прогресс плана Боливии и национальной конвергенции» (ППБ — CN), представляющей департамент Бени в Национальном собрании. К 2019 году она была вторым вице-президентом Сената, а её заместителем был Франклин Вальдивия Лейг. Эта должность сделала её шестой в линии преемственности президентства.
В 2011 году Аньес выступила против утверждения правительством Моралеса финансового законопроекта для строительства шоссе Вилла Тунари-Сан-Игнасио-де-Моксос. Она утверждала, что это не было одобрено с должным вниманием к коренным народам и учреждениям региона, заявив, что «права коренных народов были нарушены», — мнение, поддержанное лидером коренных жителей территории национального парка Исиборо-Секюр (TIPNIS), Адольфо Мойе, который сказал, что закон был принят «без учета серьезного воздействия на экосистему и природные заповедники региона».
В 2012 году Аньес и её коллега по законодательному собранию Адриан Олива представили отчет Комиссии по правам человека Палаты депутатов Уругвая в попытке предать гласности нарушения прав человека в Боливии. По данным Управления ООН по делам беженцев и УВКБ, в то время было около 600 боливийских изгнанников или беженцев, 100 политических заключенных и не менее 15 случаев пыток. Верховный комиссар ООН по правам человека заявил, что в Боливии «кризис в сфере отправления правосудия». Также в 2012 году Аньес была избрана представителем Боливии в парламент Амазонки.
В 2013 году прошла серия общенациональных забастовок и протестов против правительства ДКС по поводу сокращения мест в палате депутатов Бени, Потоси и Чукисака. Как сенатор от Бени, Аньес присоединилась к пикетам и была среди шести законодателей и дюжины представителей коренных народов НСАМК, которые объявили голодовку в знак протеста против закона, принятого большинством ДКС в обеих палатах.
В 2014 году Аньес пожаловалась на недостаточную финансовую прозрачность правительства. Запросы оппозиционных законодателей о предоставлении отчетов, с помощью которых они могли бы проверять деятельность государства, были отложены, и в 499 из 1979 случаев за период 2013-14 гг. Ответа не было. Согласно регламенту Палаты депутатов, властям было дано 10 рабочих дней для ответа на запрос о представлении отчета и 15 дней в Сенате. Если на запрос о письменном отчете не ответили, может быть вынесен судебный запрет на 48 часов. Аньес сказала, что во многих случаях эти предписания игнорировались и имел место «отказ в предоставлении информации». Многие из проектов имели большие бюджеты с несколькими заинтересованными сторонами, для которых доступ еще более ограничен. Она сказала, что многие запросы, на которые были даны ответы, «остались без ответа». Ответы включали два листа фотокопий, материалы, не связанные с запросом, или коробки, заполненные документами, которые «не имели целью прояснить сомнения, но помешали работе законодателей». В 2019—2020 годах многие из этих дел расследуются.

### Временное президентство (с 2019 года)
20 октября 2019 года прошли президентские выборы, на которых победил действующий президент Эво Моралес сразу в первом туре. В стране начались массовые протесты. 10 ноября под давлением военных Эво Моралес подал в отставку. Вслед за ним от исполнения обязанностей президента отказался
вице-президент Боливии Альваро Гарсиа Линера. После этого от исполнения обязанностей президента также отказались спикер Сената Адриана Сальватьерра, председатель Палаты представителей Виктор Борда и первый вице-спикер Сената. Следующей в очереди оказалась представитель оппозиции Жанин Аньес как второй вице-спикер Сената. По состоянию на 10 ноября 2019 года она являлась самым высокопоставленным должностным лицом в правопреемстве на пост президента Боливии согласно конституции страны. Она и приняла исполнение обязанностей президента на себя.
Она сказала, что её первой задачей будет добиться кворума после череды отставок первых лиц государства, а затем назначить новые выборы. Аньес не могла созвать экстренное собрание до следующего дня (понедельника), так как находилась в департаменте Бени, а воскресных рейсов оттуда в столицу Ла-Пас нет.
Вступила в должность 12 ноября 2019 года согласно статье 169 Конституции Боливии, как только Сенат официально принял отставки предыдущего руководства страны. Аньес получила голоса от оппозиционных партий, составляющих треть парламента. Позднее эти действия были поддержаны Многонациональным конституционным трибуналом. На сессии не присутствовали члены «Движения за социализм» (ДЗС), которые имели большинство в парламенте и назвали сессию «незаконной». Отсутствие депутатов от ДЗС означало, что у Аньес не было необходимого парламентского кворума для того, чтобы по закону быть назначенной исполняющей обязанности президента. Предыдущий председатель Сената Адриана Сальватьерра подала в отставку 10 ноября 2019 года, однако несмотря на это, Сальватьерра 13 ноября утверждала, что отставка ещё не была принята Сенатом, и, следовательно, она остаётся в должности председателя Сената.
14 ноября 2019 года Сенат принял отставку Сальватьерры и избрал председателем Еву Копа Мурга из «Движения за социализм».
На фоне обещания «восстановить демократию» Аньес представила свой новый кабинет правительства. Среди её старших министров были видные бизнесмены из Санта-Крус-де-ла-Сьерра. В её правительство не вошли представители коренных народов Боливии, что газета The Guardian охарактеризовала как признак того, что она «не намерена преодолевать глубокие политические и этнические различия в стране». Назначенный министр внутренних дел поклялся «выследить» своего предшественника, что, как сообщается, вызвало опасения по поводу «охоты на ведьм» против членов администрации Моралеса. Она также заявила, что Моралесу не разрешат баллотироваться на предстоящих выборах на четвёртый срок, если он вернётся в Боливию.
Перед лицом протестов против временного правительства Аньес призвала полицию восстановить порядок и 14 ноября издала указ, который освобождает военных от любого вида уголовной ответственности при поддержании порядка. 15 ноября силы безопасности были обвинены в стрельбе по протестующим фермерам коки в Кочабамбе, в результате чего погибли девять человек, десятки были ранены. Указ был осуждён Межамериканской комиссией по правам человека Организации американских государств и был отменён через две недели.

### Социальная политика
6 февраля 2020 года Аньес пригласила народ Боливии принять участие в марше в Санта-Крус в поддержку борьбы с насилием в отношении женщин и детей, вопрос, который все чаще освещается боливийской прессой.
В Международный женский день, 8 марта 2020 года, Аньес объявила о вложении 100 миллионов долларов в борьбу с насилием в отношении женщин. Она объявила 2020 год Годом борьбы с феминицидом и детоубийством в Боливии, сказав: «Я — худшая новость для всех тех убийц женщин, лиц, прибегающих к насилию, насильников, преследователей и насильников, потому что я не устану бороться с этими агрессорами».

## Арест и судебное преследование

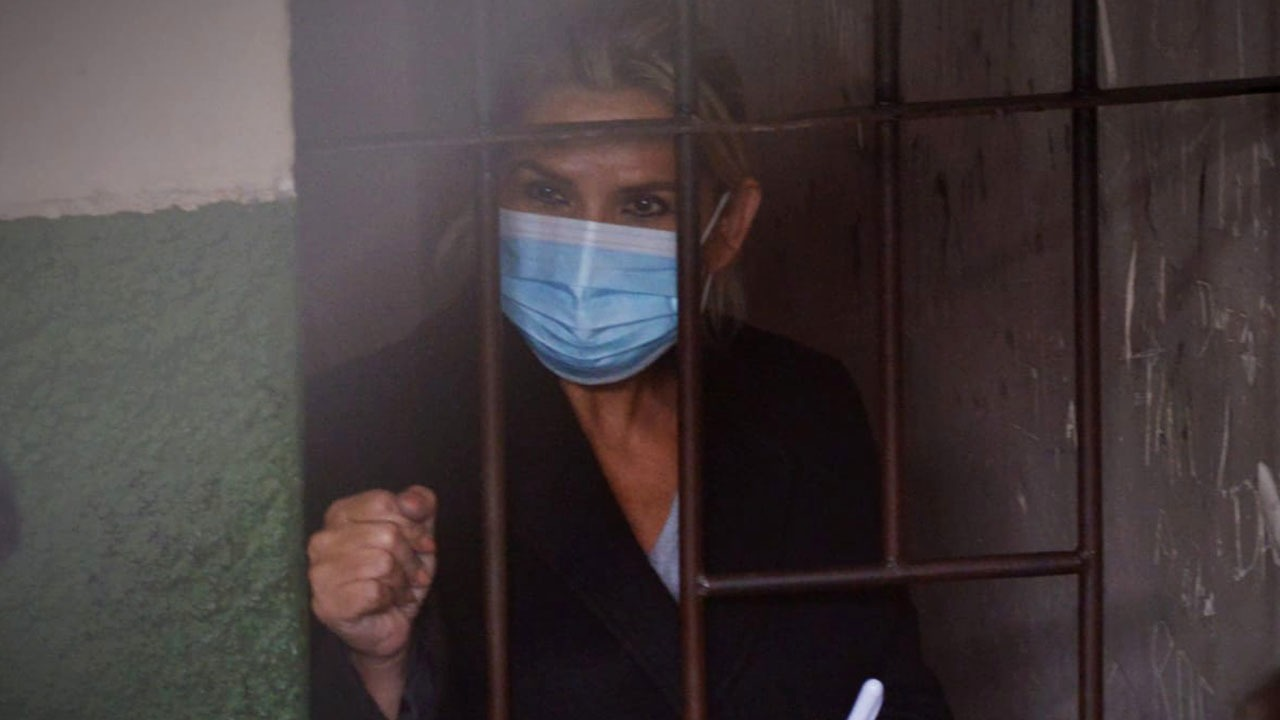
Аньес в заключении в женской тюрьме Мирафлорес

### Арест
12 марта 2021 года Генеральная прокуратура Боливии выдала ордер на арест Жанин Аньес и пяти членов её правительства за терроризм, мятеж и заговор.
В ответ Аньес написала в Twitter: «Началось политическое преследование. MAS решило вернуться к стилю диктатуры. Позор, потому что Боливии не нужны диктаторы, ей нужны свобода и решения». Арест подвергся осуждению как политическое преследование представителями оппозиции, включая лидера гражданского сообщества Карлоса Месу и избранного губернатора Санта-Крус Луиса Фернандо Камачо.
Её временное президентство характеризовалось многочисленными нарушениями прав человека, такими как «насилие со стороны государства, ограничения свободы слова и произвольные задержания». По меньшей мере 23 гражданских лица из числа коренного населения были убиты во время демонстраций сторонников Моралеса. В отчёте Международной клиники по правам человека при Гарвардской школе права и Университетской сети по правам человека сделан вывод о том, что государственные служащие несут ответственность за смерти. Межамериканская комиссия по правам человека классифицировала гибель мирных жителей в городах Эль-Альто и Сакаба как массовые убийства и подтвердила, что в результате насилия после выборов было убито не менее 36 человек, и рекомендовала привлечь виновных к ответственности. 29 октября 2020 года Палата депутатов Боливии и Сенат на совместном заседании одобрили парламентский отчёт о «массовых убийствах в Сенкате, Сакабе и Япакани», в котором рекомендовалось предъявить Жанин Аньес обвинения в геноциде и других преступлениях, и утвердил уголовные обвинения в отношении 11 министров.

### Фактическое задержание
Рано утром 13 марта 2021 года Аньес была арестована в доме своих родственников в Тринидаде, где она пряталась под кроватью, по обвинению в терроризме, подстрекательстве к мятежу и заговоре. Одновременно были задержаны несколько министров её правительства. Обвинения связаны с событиями вокруг отстранения Моралеса от власти в ноябре 2019 года, которые прокуроры охарактеризовали как государственный переворот, и резнёй в Сенкате и Сакабе. Ещё пять членов её кабинета и руководство вооружённых сил также были арестованы. Аньес назвала аресты кампанией политического преследования.
14 марта судья постановил поместить её под предварительное заключение на четыре месяца до суда. Судья также выдал ордера на арест бывшего командующего вооружёнными силами Уильямса Калимана и бывшего командира полиции Юри Кальдерона, которые предположительно находились за пределами Боливии.
19 марта Аньес начала голодовку и впала в депрессию после того, как её просьба о переводе в медицинское учреждение была отклонена. Её дочь заявила, что у неё ранее были проблемы с депрессией и гипертонией. Судья Армандо Зебальос постановил, что Аньес не следует переводить из тюрьмы в больницу, поскольку её могут лечить тюремные врачи. По словам семьи Аньеса, суд санкционировал перевод в больницу, но правительство отказалось выполнить приказ. 20 марта её перевели в тюрьму Мирафлорес. В тот же день суд Ла-Паса продлил срок её содержания под стражей до суда с четырёх до шести месяцев, чтобы дать больше времени для расследования. Суд также продлил срок предварительного заключения двум её министрам: министру энергетики Родриго Гусмана и министру юстиции Альваро Коимбре.
23 марта Аньес выпустила письмо из тюрьмы, в котором осуждала злоупотребления и пытки, называя правительство Луиса Арсе диктатурой и возлагая на него ответственность за всё, что может случиться с ней в тюрьме. Она также написала, что её здоровье ухудшается, и обвинила Арсе и его министров в ложных обвинениях. Она также обвинила правительство в том, что оно подвергает риску её здоровье, и заявила, что не доверяет правительственным врачам, утверждая, что ей вводили препараты высокого риска без мер предосторожности или предыдущих медицинских осмотров с единственной целью — удержать её в тюрьме. Верховный комиссар Организации Объединенных Наций по правам человека в Боливии направил в тюрьму представителя для расследования условий заключения Аньес.
27 марта госсекретарь США Энтони Блинкен призвал к освобождению Аньес, заявив, что аресты не соответствуют демократическим идеалам Боливии, и выразил обеспокоенность по поводу антидемократических проявлений в стране. Правительство Боливии отвергло заявление Блинкена и обвинило Соединённые Штаты во вмешательстве во внутренние дела.
В апреле Европейский парламент назвал Аньес и министров её правительства «политическими заключёнными» и потребовал их немедленного освобождения. Палата заявила, что Аньес выполнила свой долг по заполнению вакуума власти в ноябре 2019 года и что она законно пришла к власти. Amnesty International и Human Rights Watch также осудили её заключение и призвали освободить её и министров.

### Попытка самоубийства
В августе 2021 года она попыталась покончить жизнь самоубийством в тюрьме, порезав себе предплечья. Ей быстро помогли врачи, которые описали это как «попытку самоубийства».

### Суд
15 апреля 2021 года Аньес отказалась давать показания по делам, связанным с ссудой, которую Боливия запросила у Международного валютного фонда (МВФ) без одобрения законодательного органа, и другим экономическим преступлениям, в которых она обвинялась. Её адвокат сказал, что она не будет давать показания, пока не соберёт все доказательства и не подготовит аргументы защиты. В тот же день судья выдала ещё пять ордеров на арест её бывших министров, трое из которых — Артуро Мурильо, Фернандо Лопес и Ерко Нуньес — остаются на свободе и их местонахождение неизвестно.
16 апреля Аньес посетила в тюрьме двухпартийная группа законодателей, в том числе Янира Роман из оппозиционной партии «Гражданское сообщество», которая сказала, что состояние здоровья заключённой улучшилось.
Аньес осудила психологические пытки и то, что она находилась без связи с внешним миром. Она также осудила отсутствие медицинской помощи, сославшись на то, что пропустила трёхдневный приём лекарств из-за бюрократических процедур.
20 мая Федеральная прокуратура выдвинула против неё два обвинения за «принятие решений, противоречащих Конституции и законам» и «нарушение обязанностей» во время её временного президентства.
5 июля прокуратура официально предъявила Аньес обвинение в «геноциде» в связи с вышеупомянутыми массовыми убийствами, имевшими место во время протестов 2019 года, а 6 июля судья постановил оставить её под стражей. 8 июля министр иностранных дел Рохелио Майта обвинил правительство Аргентины Маурисио Макри в поставке оружия боливийской армии и полиции во время протестов.
13 августа суд разрешил перевести Аньес из тюрьмы в частную клинику для оценки состояния её здоровья. В тот же день её вернули в тюрьму.
20 августа Генеральная прокуратура Боливии выдвинула против Аньес новые обвинения в геноциде за гибель протестующих во время демонстраций в поддержку Моралеса.
В письме от сентября 2021 года, адресованном главе Организации американских государств Луису Альмагро, Аньес заявила, что иногда она думает, что лучшее решение её проблемы — смерть. Она также призвала Организацию посетить Боливию, чтобы «положить конец сутенёрам власти» и осудила Эво Моралеса как «мерзкое и злое существо», подтвердив свою позицию, согласно которой она является законным президентом страны. Отправив письмо, её дочь поехала в США, чтобы заручиться поддержкой американских законодателей для оказания давление на правительство Боливии с целью её освобождения.
4 октября 2021 года суд продлил её предварительное заключение ещё на пять месяцев, и эта мера была также применена к двум из её бывших министров. Адвокаты Аньес обжаловали это решение.
14 марта 2022 года опубликовала письмо, в котором извинилась за ошибки, которая совершила на посту главы государства. Она попросила прощения у боливийского народа. Она извинилась, в частности, за то, что «доверилась стольким людям в собственном окружении, которые ее предали и злоупотребили ее доверием». «Они лгали и манипулировали правдой, скрывая ее».
11 июня 2022 года суд признал Аньес виновной в «неисполнении обязанностей сенатора» и «принятии решений, которые противоречат конституции» и приговорил её к 10 годам лишения свободы. К 10 годам лишения свободы по этому делу также были приговорены бывший командующий вооруженными силами страны Уильямс Калиман и экс-глава полиции Владимир Кальдерон. Бывший командующий ВВС Хорхе Эльмер Фернандес получил четыре года тюрьмы, экс-командующий Сухопутными войсками ВС Боливии Пастор Мендьета — три года, экс-глава Генштаба ВС Флавио Густаво Арсе — два года.

## Личная жизнь
Замужем за колумбийским политиком Эктором Эрнандо Инкапье Карвахалем (исп. Héctor Hernando Hincapié Carvajal). Муж баллотировался в Сенат Колумбии от консерваторов. Набрал 0,01 % голосов. Племянник Карлос Анес Дорадо — перевозчик наркотиков, задержан за контрабанду 500 кг кокаина.